# Стоффелен, Йоп
Йоханнес Хендрикюс (Йоп) Стоффелен (нидерл. Johannes Hendricus "Joop" Stoffelen; 23 января 1921, Амстердам — 26 июня 2005, Лелистад) — нидерландский футболист, полузащитник, один из лучших игроков нидерландского футбола 1940-х годов.

## Биография
Воспитанник амстердамского «Аякса», в основной команде дебютировал в возрасте 19 лет. В составе «Аякса» за десять лет отыграл в национальном чемпионате 193 матча и забил 22 гола. В 1950 году отправился выступать во Францию за клуб «Расинг», после этого Стоффелен навсегда был отчислен из сборной Нидерландов, за которую отыграл 12 матчей, в период с 1947 по 1950 год. За «Расинг» Йоп отыграл один сезон, а затем перешёл в «Тулузу», но и там у игрока не сложилась карьера. Завершал футбольную карьеру Стоффелен уже на родине, в клубах «Блау-Вит» и «Нерландия».
Позже, Стоффелен стал тренером, тренировал любительские клубы ДКГ, «Де Спартан», «Зёйдвогелс» и «Лелистад '67». В 1992 году у Йопа была выявлена болезнь Паркинсона. Скончался Стоффелен 26 июня 2005 года в городе Лелистад, в возрасте 84-х лет.

## Статистика

### Матчи Стоффелена за сборную Нидерландов
| Матчи Стоффелена за сборную Нидерландов | Матчи Стоффелена за сборную Нидерландов | Матчи Стоффелена за сборную Нидерландов | Матчи Стоффелена за сборную Нидерландов | Матчи Стоффелена за сборную Нидерландов | Матчи Стоффелена за сборную Нидерландов |
| --------------------------------------- | --------------------------------------- | --------------------------------------- | --------------------------------------- | --------------------------------------- | --------------------------------------- |
| №                                       | Дата                                    | Соперник                                | Счёт                                    | Голы Стоффелена                         | Соревнование                            |
| 1                                       | 21 сентября 1947                        | Швейцария                               | 6:2                                     | —                                       | Товарищеский матч                       |
| 2                                       | 14 марта 1948                           | Бельгия                                 | 1:1                                     | —                                       | Товарищеский матч                       |
| 3                                       | 18 апреля 1948                          | Бельгия                                 | 2:2                                     | —                                       | Товарищеский матч                       |
| 4                                       | 26 мая 1948                             | Норвегия                                | 2:1                                     | —                                       | Товарищеский матч                       |
| 5                                       | 9 июня 1948                             | Швеция                                  | 1:0                                     | —                                       | Товарищеский матч                       |
| 6                                       | 21 ноября 1948                          | Бельгия                                 | 1:1                                     | —                                       | Товарищеский матч                       |
| 7                                       | 13 марта 1949                           | Бельгия                                 | 3:3                                     | —                                       | Товарищеский матч                       |
| 8                                       | 16 апреля 1950                          | Бельгия                                 | 0:2                                     | —                                       | Товарищеский матч                       |
| 9                                       | 8 июня 1950                             | Швеция                                  | 1:4                                     | —                                       | Товарищеский матч                       |
| 10                                      | 11 июня 1950                            | Финляндия                               | 1:4                                     | —                                       | Товарищеский матч                       |
| 11                                      | 15 октября 1950                         | Швейцария                               | 5:7                                     | —                                       | Товарищеский матч                       |
| 12                                      | 12 ноября 1950                          | Бельгия                                 | 2:7                                     | —                                       | Товарищеский матч                       |

Итого: 12 матчей / 0 голов; 3 победы, 4 ничьи, 5 поражений.